# Isa Haas
Isadora "Isa" Haas Gehlen, född den 20 januari 2001, är en brasiliansk fotbollsspelare.

## Karriär
Isa Haas inledde sin seniorkarriär i SC Internacional år 2017. Hon har även spelat för Sevilla FC innan hon 2025 kontrakterades av Cruzeiro EC. Hon debuterade i Brasiliens damlandslag år 2024.